# Ludwig Zimmerle

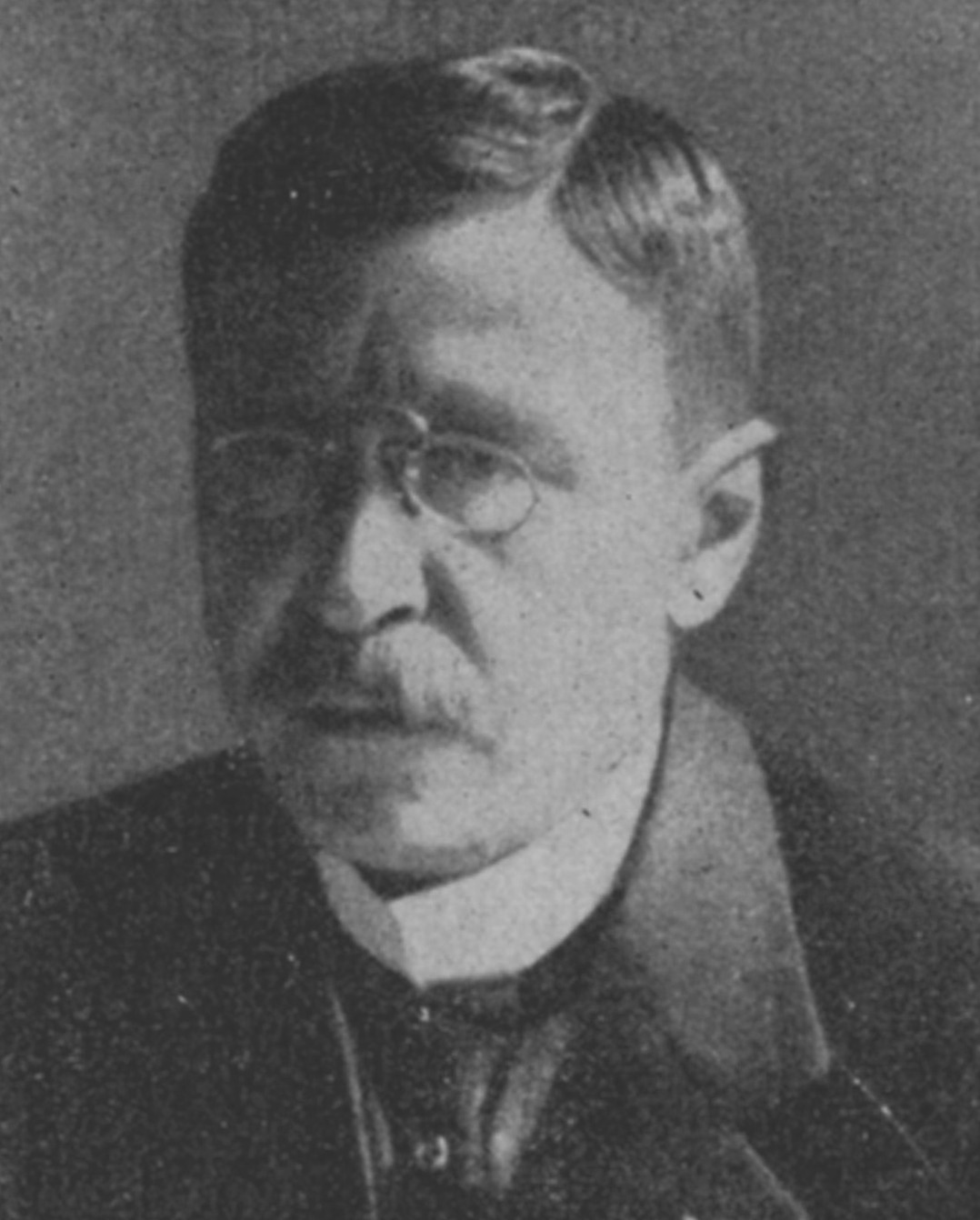
Ludwig Zimmerle

Ludwig Zimmerle (* 12. November 1867 in Ellwangen; † 3. Dezember 1925 in Urach) war Generalbevollmächtigter in Litauen und Senatspräsident am Reichsgericht.

## Leben
Der Reichsgerichtsrat Ludwig von Zimmerle war sein Vater. Der Württemberger Zimmerle trat 1892 in den Justizdienst ein. Er studierte von 1886 bis 1891 Rechtswissenschaften in Tübingen und Leipzig und wurde 1900 in Tübingen zum Dr. iur. promoviert.  1898 wurde er Amtsrichter in Stuttgart. 1901 ernannte man ihn zum Landrichter. 1903 beförderte man ihn zum Landgerichtsrat und versetzte ihn nach Ravensburg. 1912 kam er in das Reichsjustizamt als Geheimer Regierungsrat und Vortragender Rat. 1914 meldete er sich freiwillig und wurde bei Verdun verwundet. 1916 wurde er zum Geheimen Oberregierungsrat ernannt. 1917 wurde er vom Justizamt reklamiert und war bis Kriegsende in Berlin. Ab 5. November 1918 bis Dezember 1919 war Zimmerle Generalbevollmächtigter in Litauen, bis Mitte 1919 auch Chef der Zivilverwaltung Litauens. Er folgte Friedrich von Falkenhausen nach. Zimmerle, der antisowjetisch eingestellt war, war der Verbindungsmann zu der Lietuvos Taryba. Danach wurde er Personalreferent im Reichsjustizministerium. Am 1. Juli 1923 kam er an das Reichsgericht als Senatspräsident des III. Zivilsenats. Er war bis dahin der zweite Katholik in dieser Position. Er war Mitglied der katholischen Studentenverbindung KStV Alamannia Tübingen.
Er verstarb im Sanatorium Hochberg und wurde in Ellwangen begraben.

## Schriften
- Der grobe Unfug in Wort und Schrift, Diss. 1900.
- „Das Recht des Amtsrichters, den Antrag der Staatsanwaltschaft auf Erlassung eines Strafbefehls abzulehnen“, Der Gerichtssaal, Jahrgang 50, 1895, S. 44.
- „Der Begriff des groben Unfugs nach seiner geschichtlichen Entwicklung“, Der Gerichtssaal, Jahrgang 57, 1900, S. 442.